# Partición del Imperio otomano

Geografía del Acuerdo Sykes-Picot.

Mapa del Mandato francés de Siria y Líbano.

Mandato británico de Palestina y el Emirato de Transjordania.

La partición del Imperio otomano (Armisticio de Mudros, 30 de octubre de 1918-Abolición del Sultanato otomano, 1 de noviembre de 1922) fue un acontecimiento político que ocurrió después de la Primera Guerra Mundial, provocando el fin del proceso de disolución del Imperio otomano y que comenzó cuando las tropas británicas, francesas e italianas ocuparon Constantinopla en noviembre de 1918. Se planeó la partición en varios acuerdos alcanzados por los Aliados durante la Primera Guerra Mundial, en especial el Acuerdo Sykes-Picot. Cuando la guerra se acercó a su territorio, el Imperio otomano buscó protegerse de las potencias colonialistas principales, tales como  Gran Bretaña, Francia y Rusia y por ello formó una coalición con Alemania (la Alianza germano-otomana). Grandes cantidades de territorios y personas que anteriormente habían constituido el Imperio otomano fueron divididos en varios nuevos Estados. El Imperio otomano había sido el mayor Estado islámico en cuanto a cultura e ideología geopolítica. La partición del Imperio otomano resultó en un acrecentamiento del poder europeo, especialmente del de Reino Unido y el de Francia, además de conformar el mundo árabe actual y la república de Turquía. El Movimiento Nacional turco se opuso a esta evolución, pero no lo hicieron los Estados surgidos del desmembramiento del imperio hasta después de la Segunda Guerra Mundial.
El Mandato de la Sociedad de Naciones creó los mandatos de dominio francés de Siria y Líbano, el mandato británico de Mesopotamia (más tarde Irak) y el mandato británico de Palestina (más tarde Palestina y el Emirato de Transjordania 
(1921-1946, más tarde Reino Hachemita de Jordania). Los territorios del Imperio otomano en la península de Arabia se convirtieron en el Reino de Hiyaz, el cual fue anexado por el Emirato de Nechd, conformando al moderno reino de Arabia Saudita, del que surgiría el Reino de Yemen. Mientras tanto, de los territorios por las orillas occidentales del Golfo Pérsico, Al-Hasa y Qatif fueron anexados por Arabia Saudita y Kuwait, Baréin y Catar se quedaron como protectorados británicos, los que luego se convirtieron en las Monarquías del Golfo.
Después de su caída, el gobierno otomano firmó el Tratado de Sèvres en agosto de 1920. Sin embargo, la Guerra de Independencia turca forzó a los europeos a volver a negociar de nuevo antes que el tratado pudiera ratificarse. En 1923 los europeos y la Asamblea Nacional de Turquía firmaron y ratificaron el nuevo Tratado de Lausana, sustituyendo este al Tratado de Sèvres y consolidando la gran mayoría de los temas territoriales. Un asunto que no fue resuelto hasta 1926, cuando fue negociado por la Sociedad de Naciones, era la disputa entre Irak y Turquía sobre la provincia de Mosul. Los británicos y franceses pusieron una partición para anexionar la parte oriental del Oriente Próximo, también conocida como Gran Siria, entre ellos dos negociarán posteriormente el Acuerdo Sykes-Picot. Se concluyeron otros acuerdos secretos con Italia y Rusia. La Declaración Balfour de 1917 animó a la comunidad internacional del movimiento de Sionismo a exigir una patria por los judíos en la región de Palestina. Como miembro de la Triple Entente, Rusia también tenía acuerdos de posguerra favorables a sus intereses, pero después de la Revolución bolchevique no participaría en la partición del Imperio otomano. El Tratado de Sèvres admitió los nuevos mandatos de la Sociedad de Naciones en la región, la independencia de Yemen y la soberanía británica sobre la isla de Chipre y el archipiélago maltés le fue confirmado como protectorado.
El Imperio Otomano fue uno de los más grandes de la historia. Con una dinastía que abarcó 600 años, en su apogeo incluyó lo que ahora es Bulgaria, Egipto, Grecia, Hungría, Jordania, Líbano, Israel, Palestina, Macedonia, Rumanía, Siria, partes de Arabia y la costa norte de África.

## Movimientos independentistas
Cuando los otomanos evacuaron Damasco, los árabes proclamaron un Estado independiente, pero por su debilidad militar y económica no fueron capaces de resistir a los europeos por mucho tiempo y el Reino Unido y Francia restablecieron su control rápidamente. Durante los años 1920 y 1930, surgieron en Irak, Siria y Egipto movimientos en favor de la independencia, aunque los británicos y franceses no abandonaron la región hasta después de terminar la Segunda Guerra Mundial. En Palestina, las fuerzas opuestas del nacionalismo árabe y del sionismo crearon una situación que los británicos no se podían soslayar ni resolver. La toma del poder en Alemania por el nazismo avivó la urgencia de la misión sionista por crear un Estado judío en Palestina, que condujo al conflicto israelí-palestino.

### Anatolia

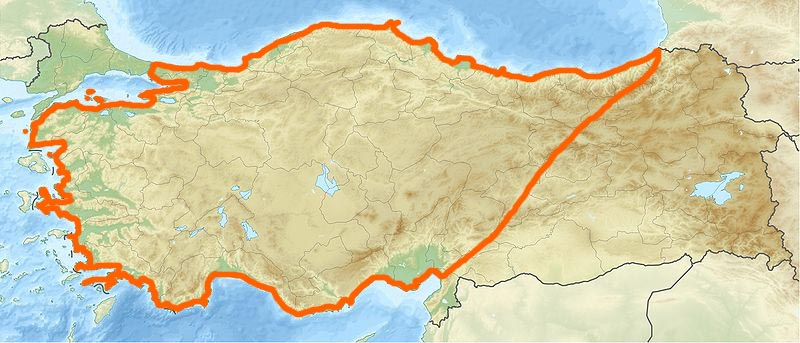
La definición tradicional de Anatolia dentro la Turquía moderna.

Los rusos, británicos, italianos, franceses, griegos, asirios y armenios hicieron sus reclamos distintos sobre Anatolia, basándose en promesas hechas durante la guerra, acciones militares, acuerdos secretos y tratados. Según el Tratado de Sèvres todos, aparte de los asirios, habrían logrado sus deseos. Se daría una porción significativa del oriente, conocida como Armenia Wilsoniana, que se extendió hasta el lago de Van y hasta Muş, a Armenia, mientras Grecia iba a recibir Esmirna; Italia iba a controlar la región sur central y la costa occidental con Antalya; Francia iba a recibir Cilicia y el Reino Unido iba a obtener toda la zona al sur de Armenia. En contraste, el Tratado de Lausana negó todo arreglo y anexión territorial.

### Rusia
En marzo de 1915, el ministro de Asuntos Exteriores ruso Serguéi Sazónov comunicó a los embajadores británico y francés, George Buchanan y Maurice Paléologue, la única manera de que los acuerdos de posguerra perdurasen sería mediante la entrega a Rusia de «la ciudad de Constantinopla, la orilla occidental del Bósforo, el mar de Mármara, y los Dardanelos, lo mismo que el sur de Tracia, hasta la línea Enos-Midia» y de «una parte de la costa asiática entre el Bósforo, el río Sakarya y un punto aún por determinar en las orillas de la bahía de İzmit». En noviembre de 1917 el periódico ruso Izvestia publicó el Acuerdo de Constantinopla para ganar el apoyo del público armenio a la revolución rusa. Sin embargo, esta desbarató los planes rusos.

### Reino Unido
El deseo de dominar el estrecho de Mármara llevó a los británicos a emprender la Ocupación de Constantinopla, con ayuda francesa. La urbe estuvo en manos franco-británicas del 13 de noviembre de 1918 hasta el 23 de septiembre de 1923; al terminar la guerra de Independencia turca y rubricarse el Tratado de Lausana las tropas aliadas la evacuaron.

### Italia
Según el Acuerdo de Saint-Jean-de-Maurienne de 1917 entre Italia, Francia y el Reino Unido, la primera iba a recibir todo el suroeste de Anatolia, aparte de la región de Adana y Esmirna. Sin embargo, el primer ministro griego Eleftherios Venizelos obtuvo el permiso de la Conferencia de Paz de París para ocupar Esmirna, a pesar de que esta acción infringía el Acuerdo de  Saint-Jean-de-Maurienne.

### Francia
Bajo el secreto Acuerdo Sykes–Picot de 1916, los franceses obtuvieron la Provincia de Hatay, Líbano y Siria y además expresaron el deseo a tener parte del sureste de Anatolia. El Acuerdo de St. Jean-de-Maurienne entre Francia, Italia y el Reino Unido dio la región de Adana a Francia.
El ejército británico, acompañado por el francés, ocupó partes de Anatolia desde 1919 hasta 1921, en la guerra franco-turca, incluyendo minas de carbón, ferrocarriles, los puertos en el mar Negro de Zonguldak, Karadeniz Ereğli, Constantinopla, Uzunköprü en la Tracia oriental y la región de Cilicia. Finalmente Francia se retiró de todos estos territorios, después de firmar el Armisticio de Mudanya, el Tratado de Ankara y el de Lausana.

### Armenia

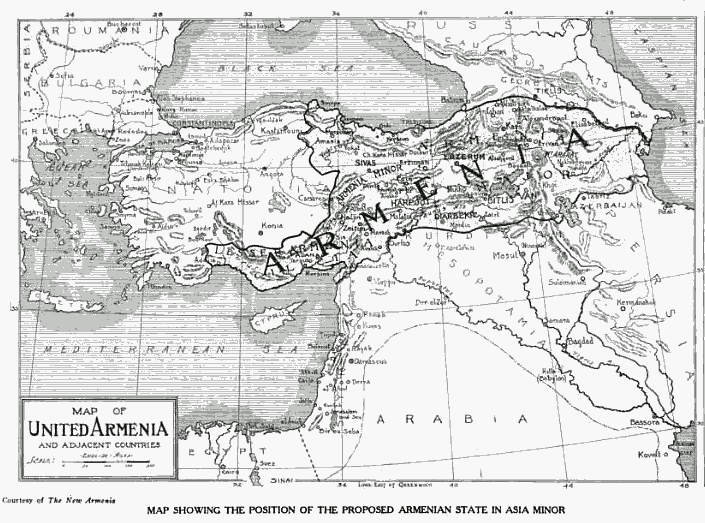
Propuesta de Armenia para una Armenia Unida a la Conferencia de Paz de París.

En los últimos años de la guerra mundial, los armenios en Rusia establecieron un Gobierno provisional en el noroeste del Imperio otomano. Los conflictos militares entre turcos y armenios durante la contienda y la posguerra fueron fundamentales para determinar el trazado de las fronteras del actual Estado de Armenia.

#### Administración de Armenia Occidental

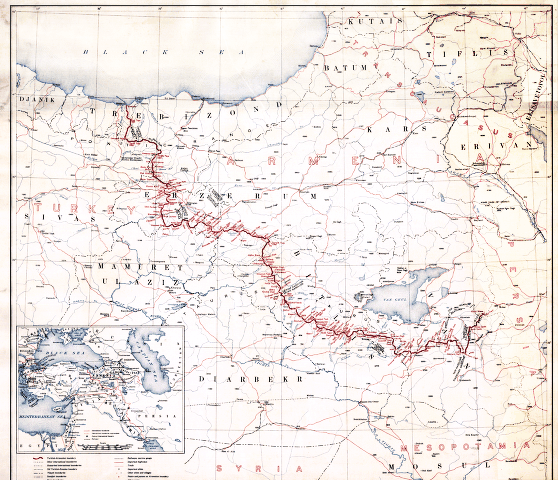
La «Armenia Wilsoniana» según el Tratado de Sèvres.

En abril de 1915, Rusia apoyó el establecimiento del Gobierno provisional armenio presidido por un armenio-ruso, Aram Manukian, el dirigente del Sitio de Van. El Movimiento de Liberación Nacional de Armenia tenía esperanzas de que se pudiera liberar Armenia del régimen otomano a cambio de ayudar al ejército ruso en la guerra. Sin embargo, el régimen de los zares alcanzó un acuerdo secreto con los otros miembros de la Triple Entente sobre el reparto de varios territorios de Anatolia, al que se conoce como Acuerdo Sykes-Picot. Los revolucionarios armenios publicaron sobre el acuerdo para ganarse el apoyo del pueblo armenio.
Mientras tanto, el Gobierno provisional se consolidó con la llegada de más armenios a su territorio. En 1917, ciento cincuenta mil armenios se mudaron a las provincias de Erzurum, Bitlis, Muş y Van. Armen Garo (conocido también como Karekin Pastirmaciyan) y otros dirigentes armenios pidieron que se trasladara a los soldados que combatían en el frente europeo al caucásico.
La Revolución rusa debilitó el frente turco. En diciembre de 1917, los representantes del Imperio otomano firmaron una tregua con el Comisariado Transcaucásico. Sin embargo, los otomanos comenzaron a reforzar su Tercer Ejército en el frente oriental. Nuevos combates estallaron a mediados de febrero de 1918. Los armenios, acosados por el Ejército otomano y los irregulares kurdos, se retiraron de Erzincan y se replegaron a Erzurum y luego a Kars, hasta que finalmente evacuaron esta el 25 de abril. El Comisariado Transcaucásico se transformó en la breve República Democrática Federal de Transcaucasia como respuesta a los avances otomanos; de la desintegración de la república surgió otra, la República Democrática de Armenia, formada el 30 de mayo de 1918. El Tratado de Batum, firmado el 4 de junio del mismo año, redujo el tamaño de la república a un territorio de tan solo once mil kilómetros cuadrados.